# مقاطعة شياي
مقاطعة شياي هي مقاطعة في الجنوب الغربي من تايوان المحيطة ولكن لا تشمل مدينة شيا يي. وهي سادس أكبر مقاطعة في تايوان.

## أعلام
- سينثيا خان

## وصلات خارجية
- شيا يي County Government Garden City
- https://web.archive.org/web/20100305233542/http://www.ccu.edu.tw/eng/e-index.php